# 以色列外交

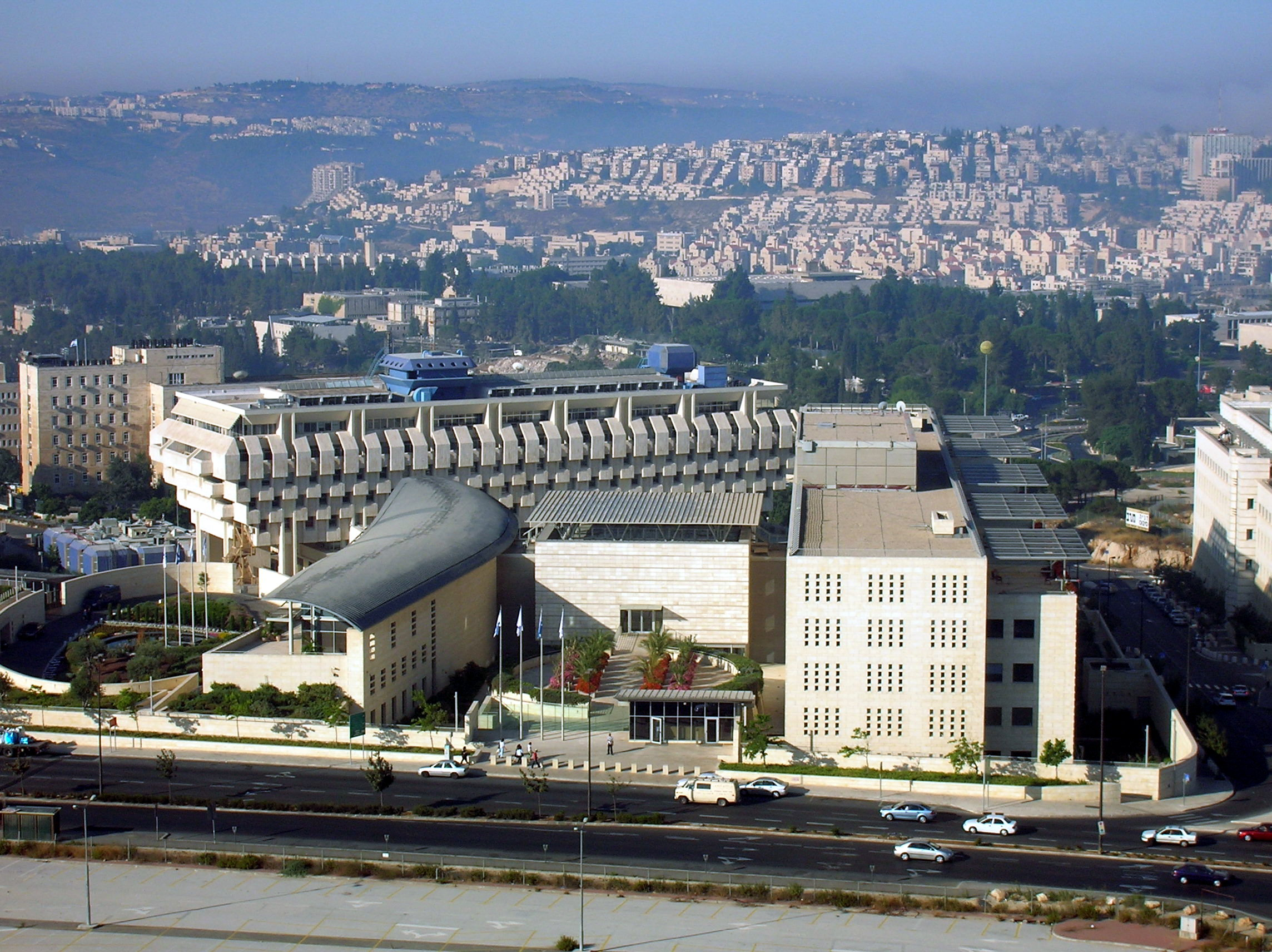
耶路撒冷的以色列外交部

显示以色列外交关系状况的世界地图。

以色列在1949年5月11日加入聯合國。2024年5月時，以色列和164個國家之間建立有外交關係。

## 歷史
1948年以色列建國後，蘇聯是第一個和以色列建立外交關係的主權國家，而美國則是第一個外交承認以色列的主權國家。
早於1950年，以色列已承認中華人民共和國和印度共和國，但因為冷戰的關係，中國和印度同時須顧及第三世界尤其是和阿拉伯國家的關係，直至1992年才分別和中國及印度建立外交關係。
在1979年和1994年簽訂和平條約之後，以色列和兩個鄰國埃及、約旦之間保持正常的外交關係並開放國界。幾十年來，和美國緊密的關係一直是以色列外交政策的重點。從1948年以色列國成立到1979年巴列維王朝崩潰為止，以色列和伊朗之間關係密切。伊朗是土耳其之後第二個承認以色列是主權國家的穆斯林佔多數的國家。
20世紀中期，以色列在非洲開展了廣泛的外援和教育項目，派遣農業、水利和醫療專家。2000年代時，以色列外交部警告稱歐盟日益增長的影響力將以色列進一步孤立在全球事務中。由於土耳其的一系列外交變化和埃及穆斯林兄弟會的興起，以色列和這些國家的關係曾陷入冷淡。自穆兄會政權垮台之後，以色列和埃及的關係有所改善，但和土耳其的關係仍然冷淡。同一時期，以色列和希臘、塞浦路斯等歐洲國家因能源三角議題而加強；和印度、中华人民共和国等亞洲國家的關係則因高科技經濟而得到加強。2020年8月13日，以色列與阿联酋宣布建立外交关系，阿联酋也是繼埃及、约旦之後第三個與以色列建立外交關係的阿拉伯國家。2020年10月23日，蘇丹同意與以色列實現關係正常化。2020年12月10日，以色列和摩洛哥同意建立外交关系，美国承认摩洛哥对西撒哈拉地区的主權。2020年12月12日南亚国家不丹与以色列建交。以色列于2020年9月4日承认科索沃为独立主权国家，2021年2月1日，以色列和科索沃两国签署建交公报，正式建立外交关系。2021年7月22日，以色列外交部宣布，以色列作为观察员国加入了非洲联盟。
2023年10月31日以来，因以色列—哈马斯战争，玻利维亚、伯利兹和哥伦比亚三国宣布与以色列断交，与此同时巴林、乍得、智利、洪都拉斯、约旦、土耳其等多个国家召回驻以大使。2024年10月11日，尼加拉瓜與以色列斷交。 2024年11月13日，土耳其宣佈與以色列斷交。